# West Harrison
West Harrison és una població dels Estats Units a l'estat d'Indiana. Segons el cens del 2000 tenia 284 habitants.

## Demografia
Segons el cens del 2000, West Harrison tenia 284 habitants, 142 habitatges, i 70 famílies. La densitat de població era de 1.218,4 habitants/km².
Dels 142 habitatges en un 25,4% hi vivien nens de menys de 18 anys, en un 31% hi vivien parelles casades, en un 12,7% dones solteres, i en un 50,7% no eren unitats familiars. En el 46,5% dels habitatges hi vivien persones soles el 9,9% de les quals corresponia a persones de 65 anys o més que vivien soles. El nombre mitjà de persones vivint en cada habitatge era de 2 i el nombre mitjà de persones que vivien en cada família era de 2,89.
Per edats la població es repartia de la següent manera: un 22,2% tenia menys de 18 anys, un 9,9% entre 18 i 24, un 33,8% entre 25 i 44, un 23,2% de 45 a 60 i un 10,9% 65 anys o més.
L'edat mediana era de 36 anys. Per cada 100 dones de 18 o més anys hi havia 118,8 homes.
La renda mediana per habitatge era de 21.500 $ i la renda mediana per família de 23.750 $. Els homes tenien una renda mediana de 32.344 $ mentre que les dones 20.313 $. La renda per capita de la població era de 12.667 $. Entorn del 32,4% de les famílies i el 31,6% de la població estaven per davall del llindar de pobresa.

## Poblacions més properes
El següent diagrama mostra les poblacions més properes.